# Heliconia antioquiensis
Heliconia antioquiensis är en enhjärtbladig växtart som beskrevs av Abalo och G.Morales. Heliconia antioquiensis ingår i släktet Heliconia och familjen Heliconiaceae. Inga underarter finns listade.